# روز هوبارت
روز هوبارت (بالإنجليزية: Rose Hobart) هي ممثلة أمريكية، ولدت في 1 مايو 1906 بنيويورك في الولايات المتحدة، وتوفيت في 29 أغسطس 2000 في الولايات المتحدة بسبب مرض.

## أعمال

### أفلام
- (1931) دكتور جيكل والسيد هايد
- (1941) فتاة زيغفيلد
- (1947) ابنة المزارع

## وصلات خارجية
- روز هوبارت على موقع IMDb (الإنجليزية)
- روز هوبارت على موقع ألو سيني (الفرنسية)
- روز هوبارت على موقع أول موفي (الإنجليزية)
- روز هوبارت على موقع قاعدة بيانات برودواي على الإنترنت (الإنجليزية)
- روز هوبارت على موقع قاعدة بيانات برودواي على الإنترنت (الإنجليزية)
- روز هوبارت على موقع قاعدة بيانات الأفلام السويدية (السويدية)
- روز هوبارت على موقع إن إن دي بي (الإنجليزية)
- روز هوبارت على موقع قاعدة بيانات الفيلم (الإنجليزية)
- روز هوبارت على موقع كينوبويسك (الروسية)